# Увеанцы

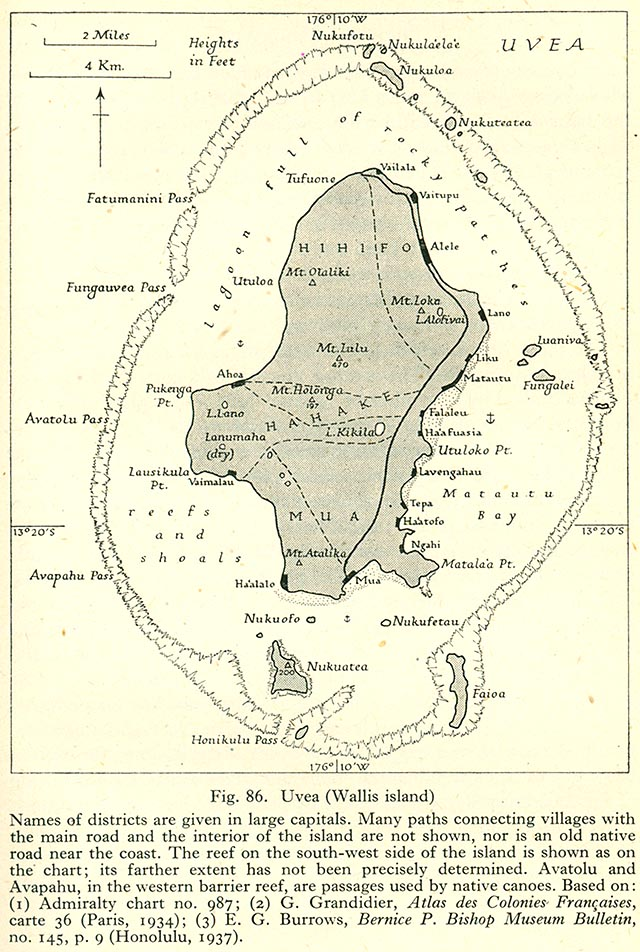
Остров Увеа

Уве́а (увеанцы, уоллисцы) — народ в Западной Полинезии, родиной которого являются острова Уоллис и Футуна. Бо́льшая часть проживает в Новой Каледонии (куда они иммигрируют в основном из Уоллис и Футуна); живут также в Фиджи и Вануату (остров Футуна). Общая численность ок. 20 тыс. человек (Иванова 1999: 558) и на острове Увеа. Ранее увеа Новой Каледонии (как и футуна Вануату) выделяли в самостоятельные группы — западные увеа и западные футуна, относя их к внешним полинезийцам (то есть этносам, основная территория проживания которых находится за пределами Полинезии). Западные увеа и западные футуна относились к аборигенным этносам соответственно Новой Каледонии и Новых Гебрид.

## Язык
Подавляющее большинство увеа говорит на восточном увеа; увеа, населяющие Новую Каледонию — на западном увеа (австронезийская семья, восточноокеанийская группа). В незначительной степени распространён также французский язык (Иванова 1999: 558).

## Традиционная социальная организация
Поселения увеа управляются советом деревенских вождей и всех взрослых мужчин. Традиционная патриархальная большая семья включает в себя несколько моногамных семей с детьми. Королям и вождям увеа разрешена полигиния. Распространены левират и сорорат (Иванова 1999: 558). Послебрачное поселение, как правило, патрилокально. Система терминов родства генерационная. Счёт родства билатеральный, с приоритетом мужской линии (Потапов 1956: 607).

## Религия
В 1837 г. на острове Увеа высадился французский миссионер Батайон, которому после нескольких лет упорной борьбы с сопротивлением местного населения удалось привить увеа христианство (Океания 1982: 375). В настоящее время большинство увеа — католики; традиционные верования (шаманизм, культ предков, анимизм, почитание целого пантеона богов и легендарных героев) постепенно вытесняются (Иванова 1999: 558).

## Традиционное жилище
Традиционные жилища увеа — каменные дома столбовой конструкции с двускатным коньковыми крышами, крытой пальмовыми листьями, овальные в плане. Циновки используются как для устилания пола, так и в качестве стен. Деревня увеа состоит из отдельных усадеб для больших семей (Иванова 1999: 558).

## Быт, традиционные занятия, традиционная одежда и культура
Традиционными занятиями увеа являются подсечно-огневое (кокосовая пальма, сахарный тростник, банан, апельсин, арроврут, табак) и поливное (кукуруза, рис) земледелие, прибрежное рыболовство, собирательство, охота, животноводство. Среди ремесел развиты плетение венков и циновок, изготовление рыболовных сетей, а также ожерелий (Иванова 1999: 558).
Женщины увеа носят юбки и набедренные повязки из тапы или растительных волокон. Современная одежда как мужчин, так и женщин — запашная юбка, а также блузка и рубашка. Знаком доблести и мужества у мужчин является татуировка от груди и спины с изображением птиц и растений. Как правило, и мужчины, и женщины увеа коротко стрижены (Потапов 1956: 609).
Наиболее заметным проявлением традиционной духовной культуры увеа является устный фольклор, в частности, эпические песни, в которых воспеваются легендарные герои, к которым возводят своё происхождение некоторые знатные роды (Потапов 1956: 610).